# Manzanares (Kasztília-La Mancha)
Manzanares egy község Spanyolországban, Ciudad Real tartományban. Manzanares Alcázar de San Juan, Almagro, Ciudad Real, Villarta de San Juan, Herencia, Llanos del Caudillo, Argamasilla de Alba, La Solana, Membrilla, Valdepeñas, Moral de Calatrava, Daimiel és Puerto Lápice községekkel határos. Lakosainak száma 17 745 fő (2024).

## Népesség
A település népessége az elmúlt években az alábbi módon változott:
| Lakosok száma | 17 648 | 18 344 | 18 721 | 19 186 | 19 239 | 18 924 | 18 475 | 17 997 | 17 845 | 17 745 |
|               | 2001   | 2004   | 2006   | 2009   | 2011   | 2014   | 2016   | 2019   | 2021   | 2024   |